# Finn Park
Finn Park è uno stadio irlandese, situato a Ballybofey, in cui si disputano le partite casalinghe dei Finn Harps Football Club, che militano tuttora nella League of Ireland First Division.
Le condizioni dell'impianto sono precarie sebbene lavori recenti, tra cui la costruzione di vere e proprie gradinate, l'hanno reso uno dei migliori stadi tra quelli in cui giocano i club di First Division. Solo tre delle quattro tribune sono aperte ufficialmente: la Shed, tribuna coperta e in parte caratterizzata dalla presenza di seggiolini, che si trova dietro alla Navenny Road; la Town End che si trova a ridosso della Chestnut Road, e la Gantry. La River End è chiusa e sfruttata come parcheggio per ambulanze. La separazione delle tifoserie, seppure ufficiale sulla carta, non è mai applicata.
I Finn Harps si trasferiranno presso un nuovo stadio da 6 000 posti a sedere, collocato sull'altra sponda del Finn, vicino a Stranorlar. I lavori sono iniziati nell'ottobre 2008 e quando lo stadio verrà ultimato, Finn Park verrà demolito.